# Hiệp định Đối tác Kinh tế Toàn diện ASEAN – Nhật Bản
Hiệp định Đối tác Kinh tế Toàn diện ASEAN - Nhật Bản (gọi tắt là AJCEP) là một hiệp định thuơng mại tự do (FTA) được ASEAN và Nhật Bản ký kết vào tháng 4 năm 2008. Hiệp định này bắt đầu có hiệu lực từ ngày 1/12/2008. AJCEP bao gồm các cam kết về thương mại hàng hóa, dịch vụ, đầu tư và hợp tác kinh tế.

## Khái quát
ASEAN và Nhật Bản bắt đầu khởi động đàm phán Hiệp định đối tác kinh tế toàn diện ASEAN-Nhật Bản (AJCEP) vào năm 2003 và kết thúc đàm phán vào 2008. Hiệp định AJCEP là một Hiệp định kinh tế toàn diện cả về thương mại hàng hóa, dịch vụ, đầu tư và hợp tác kinh tế như đã cam kết trong bản Thỏa thuận Khung về Đối tác Kinh tế toàn diện ASEAN-Nhật Bản ký kết năm 2003.
Đàm phán Hiệp định đối tác kinh tế toàn diện với Nhật Bản có cách tiếp cận hoàn toàn khác so với đàm với trong khuôn khổ Khu vực mậu dịch tự do ASEAN-Trung Quốc, ASEAN-Hàn Quốc, đó là được kết hợp giữa đàm phán song phương và đàm phán đa phương. Việt Nam cùng với các nước ASEAN 6 đã tiến hành đàm phán với Nhật Bản trong cả hai khuôn khổ: Hiệp định đối tác kinh tế toàn diện ASEAN-Nhật Bản (AJCEP) và Hiệp định đối tác kinh tế Việt Nam-Nhật Bản (VJEPA).
Mặc dù Việt Nam và Nhật Bản đã ký Hiệp định Đối tác Kinh tế Việt Nam – Nhật Bản (VJEPA) trong đó cả Việt Nam và Nhật Bản dành nhiều ưu đãi cho nhau hơn so với Hiệp định Đối tác Kinh tế toàn diện ASEAN – Nhật Bản (AJCEP). Tuy nhiên, VJEPA không thay thế AJCEP mà cả hai FTA này đều cùng có hiệu lực và doanh nghiệp có thể tùy chọn sử dụng FTA nào có lợi hơn.

## Nội dung
Một số điều khoản chính của Hiệp định Đối tác Kinh tế Toàn diện ASEAN - Nhật Bản bao gồm:
- Xóa bỏ thuế suất đối với các dòng thuế và giá trị thương mại đối với hàng hóa trong Lộ trình thông thường

- Quy tắc xuất xứ (ROO) cho phép tích lũy đầu vào theo khu vực
- Cơ chế giải quyết tranh chấp
- Hiệp định thương mại dịch vụ (đang thương lượng)
- Thỏa thuận đầu tư (đang thương lượng)